# マイク・ノックス
マイケル・ヘッティンガ（Michael Shawn Hettinga、1978年7月17日 - ）はアメリカ合衆国のプロレスラー。カリフォルニア州サンバーナーディーノ出身。

## 来歴
1998年にプロレスラーとしてのキャリアを開始。
2000年、WWFの傘下団体であったUPW（Ultimate Pro Wrestling）に入団し、マーシャル・ノックスと兄弟タッグであるアーバン・アウトローズを結成して活動。
2001年9月8日、日本のインディー団体であるZERO-ONEに参戦する為、初来日を果たす。マイク・クック・ハートとタッグを組んでザ・プレデター & トム・ハワードと対戦するがレフェリーストップによる敗戦となった。
2003年、WWEへの出場機会を掴み、HEATとVerocityの前座番組に登場してショーン・オヘアやスコット・スタイナーと対戦するもジョバー的な役割に終わった。
同年10月、再びZERO-ONEに参戦する為来日。13日にザ・プレデターとZERO-ONE USヘビー級王座を賭けて対戦するが敗戦し、王座を獲得する事ができなかった。
2005年、WWEとディベロップメント契約を交わし入団。傘下団体であるDSWにてデリック・ナイカークとザ・エリートなるタッグチームを結成して活動した。
2006年6月、WWEに昇格。ヒールとしてECWに登場する。またエクストリーム・エクスポーゼの一員のケリー・ケリーのアングル上の恋人となり、当時露出狂キャラであったケリー・ケリーが服を脱ごうとするたびにそれを阻止し、観客からブーイングを浴びていた。その後恋人のケリー・ケリーがCMパンクに言い寄ったことによりパンクに嫉妬し抗争を開始する。そしてケリーとは12月にリング上で別れを告げ破局する。
2007年、出場機会が減少してDSWへと降格。DSWがWWEとの関係を解消後、FCWへと移籍してトレーニングを続ける。9月には再びECWに登場し、CMパンクなどと勝負を重ねる。
2008年11月にはRAWへと移籍する。RAWではレイ・ミステリオなどと抗争する。
2009年の追加ドラフトによりSmackDown!へと移籍する。SmackDown!に移籍後は一時期フィンレーと抗争していたが基本的にジョバー的な役割での登場が多くなり、2010年4月22日にWWEから解雇された。
WWE解雇後はハードコア・ヒップホップ・デュオであるICPが主宰しているJCW（Juggalo Championship Wrestling）、トミー・ドリーマーが主宰しているHOH（House of Hardcore）といったインディー団体に参戦。
2012年5月、TNAのダークマッチに出場し、ディーボンと対戦。そして10月には正式に契約し入団。覆面ユニットであるエイシズ・アンド・エイツ（Aces & Eights）の一員として活動するも2013年11月に出場機会を失った。
2014年4月、田舎のサーカスユニットであるザ・メナジェリーを結成。5月8日、iMPACT Wrestlingにてカザリアンを相手に勝利した。
2015年4月9日、IGFに参戦する事が発表。同月11日、IGF3（INOKI GENOME FIGHT 3）にて王彬と対戦するが卍固めを決められ敗戦した。5月5日、GENOME33にて橋本大地と対戦して勝利した。

## 得意技
- ノックス・アウト

スウィンギング・リバースSTO
- バイシクル・キック
- ランニング・クロスボディ
- フィッシャーマンズ・スープレックス

## 獲得タイトル
DSW
- DSWタッグチーム王座 : 1回

w / デリック・ナイカーク
IZW（Impact Zone Wrestling）
- IZWヘビー級王座 : 2回
- IZWタッグチーム王座 : 1回

w / デリック・ナイカーク
APWA（American Pro Wrestling Alliance）
- APWAハードコアカップ : 2012年度優勝

NWA
- NWA世界タッグ王座：1回

w / トレバー・マードック

## 入場曲
- Death Grip